# Thiên hoàng Go-Kashiwabara
Thiên hoàng Go-Kashiwabara (後柏原天皇Go-Kashiwabara-tennō) (ngày 19 tháng 11 năm 1462 - ngày 19 tháng 5 năm 1526) là Thiên hoàng thứ 104 của Nhật Bản theo danh sách kế thừa truyền thống. Ông trị vì từ năm 1500 đến năm 1526, triều đại của ông được xem là thời kỳ đen tối nhất trong lịch sử Nhật Bản thời Mạc phủ họ Ashikaga.

## Phả hệ
Tên cá nhân của ông là Katsuhito (勝仁, Thắng Nhân). Ông là con trai cả của Thiên hoàng Go-Tsuchimikado có với hoàng hậu là Niwata (Fujiwara) Asako (庭 田 (藤源) 朝 子), con gái của Niwata Nagakata. Ông có bảy người con cả trai lẫn gái, con thứ hai của ông là Hoàng tử Tomohito (知仁親王, Trí Nhân thân vương) sau sẽ lên ngôi với hiệu là Thiên hoàng Go-Nara.
- Điển thị: Kajūji (Fujiwara) Fujiko (1464–1535; 勧修寺（藤原）藤子) được biết đến là Hōraku-mon'in (豊楽門院), con gái của Kajūji Norihide
  - Hoàng trưởng nữ: Công chúa Kakuten (1486–1550; 覚鎮女王)
  - Hoàng trưởng tử:?? (1493)
  - Hoàng nhị tử: Thân vương Tomohito (1497-1557; 知仁親王) người lên ngôi Thiên hoàng lấy hiệu là Thiên hoàng Go-Nara
  - Hoàng ngũ tử: Thân vương Kiyohiko (1504–1550; 清彦親王) sau khi xuất gia lấy pháp danh là Sonten (尊鎮法親王)
- Điển thị: Niwata (Minamoto) Motoko (庭田（源）源子), con gái của Niwata Masayuki
  - Hoàng tam tử: Thân vương tu sĩ Kakudō (1500–1527; 覚道法親王)
  - Hoàng nhị nữ: Công chúa Kakuon (1506–?; 覚音女王)
  - Hoàng lục tử: Thân vương Hirotsune (1509–1536; 寛恒親王) sau khi xuất gia lấy pháp danh là Gen'in (彦胤法親王)
- Thị nữ (?): Takakura (Fujiwara) Tsuguko (高倉（藤原）継子), con gái của Takakura Nagatsugu
  - Hoàng tứ tử: Doko (1503–1530; 道喜)

## Lên ngôi Thiên hoàng
Ngày 16/11/1500, sau khi làm lễ tang cho vua cha là Thiên hoàng Go-Tsuchimikado vừa mất cách đó ít tuần, thân vương Katsuhito lên ngôi và lấy hiệu là Go-Kashiwabara. Ông lấy niên hiệu của cha, lập thành niên hiệu Meiō nguyên niên (1500–1501).
Năm 1501, Shogun Ashikaga Yoshimura bị lưu đày một thời gian khá lâu (1493 - 1501) nay đã rời nơi lưu đày, cư trú tại tỉnh Suo. Tại nơi cư trú, ông đổi tên thành Yoshitane và triệu tập những người ủng hộ ông, trong đó có Ōuchi Yoshioki và lấy lại được chức Shogun năm 1508.
Năm 1503 - 1504, đói và hạn hán lớn ở Nhật Bản
Năm 1508, Yoshitane phát động cuộc nổi dậy đánh đuổi và lật đổ Hosokawa Masamoto ở Miyako, kẻ đang nắm quyền Shogun Nhật Bản.
Năm 1510, cuộc bạo loạn Sanbo-No-Ran do những kiều dân Nhật phát động chống chính quyền Triều Tiên. Do hậu quả từ chính sách tăng thuế của nhà vua Triều Tiên Yeonsan-gun (1494 - 1506) gây ra, nhiều kiều bào Nhật Bản sống ở Triều Tiên tức giận và chống lại chính quyền sở tại. Họ xúi giục thống đốc Tsushima gây rối Triều Tiên: tháng 4/1510, hai người Nhật là Obarishi và Yasko đem gần 5.000 người tấn công vào thành phố Busan, nam Triều Tiên, Naei, Yeom. Quốc vương Jungjong cử tướng đem quân đàn áp và sau sự kiện con trai của thống đốc Tsushima bị giết chết, cuộc bạo loạn đã được dập tắt.
Cuộc bạo loạn làm 270 người Triều Tiên thiệt mạng hoặc bị thương, 796 ngôi nhà bị phá hủy, 295 người Nhật Bản thiệt mạng và 5 tàu Nhật Bản bị chìm. Chính quyền Triều Tiên cử đoàn đến cứu trợ, song đã cắt đứt quan hệ thương mại Triều - Nhật. Để khắc phục hậu quả, Thiên hoàng Go-Kashiwabara công khai trừng phạt thống đốc Tsushima vì đã phát động cuộc bạo loạn, cho hồi hương tù binh Triều Tiên về nước theo Nghị định Imsin năm 1512. Tuy vậy, hoạt động thương mại Triều - Nhật vẫn ở mức thấp nhất kể từ sau khi bạo loạn kết thúc.
Tháng 5/1526, Thiên hoàng Go-Kashiwabara qua đời khi đã 63 tuổi. Ông không đặt chức quan nào khi đang trị vì. Người con thứ sẽ lên ngôi, hiệu là Thiên hoàng Go-Nara

### Niên hiệu
- Meiō (1492–1501)
- Bunki (1501–1504)
- Eishō (1504–1521)
- Daiei (1521–1528)